# Gazeta do Rio de Janeiro
La Gaceta de Río de Janeiro (en portugués: Gazeta do Rio de Janeiro), fundada el 10 de septiembre de 1808, fue el primer periódico impreso en Brasil, en los talleres del Diario Oficial, en Río de Janeiro.
Publicado dos veces por semana, era um Diario Oficial y contenía, básicamente, comunicados y disposiciones del gobierno. Su editor era Fray Tibúrcio José da Rocha.
También publicaba informes sobre política internacional, en especial, la realidad europea durante las Guerras Napoleónicas y la inestabilidad de las colonias americanas de España. 
La rígida censura impuesta por la Corona portuguesa garantizaba el filtro de las noticias impidiendo la divulgación de temas relacionados con el liberalismo en política. 
A partir del 29 de diciembre de 1821 pasó a denominarse simplemente Gazeta do Rio. Se transformó en 1823, en el Diario del Gobierno.
- Datos: Q5197223
- Multimedia: Gazeta do Rio de Janeiro / Q5197223